# Volksbank Lahr
Die Volksbank Lahr ist eine Genossenschaftsbank mit Sitz in Lahr in Baden-Württemberg. Das Geschäftsgebiet erstreckt sich von Herbolzheim bei Freiburg über Lahr und Hofweier in das Harmersbachtal und Kinzigtal.

## Organisation
Die Volksbank Lahr ist eine Genossenschaftsbank. Rechtsgrundlagen sind das Genossenschaftsgesetz und die durch den Aufsichtsrat erlassene Satzung. Organe der Volksbank sind der Vorstand und der Aufsichtsrat.
Die Marktbereiche sind eingeteilt in das Kundenservicecenter für Privatkunden und das Firmenkundenzentrum. Insgesamt beschäftigt die Volksbank Lahr eG 412 Mitarbeiter (davon 37 Auszubildende) und betreibt 15 Kompetenzcenter inklusive Immobiliencenter, Vorsorgecenter, Wertehaus und Wohnbaucenter, 2 Betreuungsfilialen 52 Geldautomaten.
Sie ist Mitglied des Bundesverbandes der Deutschen Volksbanken und Raiffeisenbanken.
Geschäftsabschlüsse werden in den deutschen Geschäftsstellen getätigt.